# Proton Mail
Proton Mail (anteriormente conhecido como ProtonMail) é um serviço de correio electrónico  encriptado de ponta a ponta, fundado em 2013 em Genebra, Suíça. Utiliza encriptação do lado do cliente para proteger o conteúdo de correio electrónico e os dados do utilizador antes de serem enviados para os servidores Proton Mail, ao contrário de outros fornecedores de correio electrónico comuns como o Gmail e o Outlook.com. O serviço pode ser acedido através de um cliente de webmail, a rede Tor, ou aplicações dedicadas iOS e Android.
O serviço é oferecido pela empresa suíça Proton AG (anteriormente conhecida como Proton Technologies) em modalidades gratuitas e pagas.
A primeira versão pública foi um beta em 2014, que teve que ser tirado do ar após três dias devido a um número inesperado de acessos. Durante seus estágios iniciais, recebeu mais de quinhentos mil dólares através de um crowdfunding na plataforma Indiegogo, além de outros investimentos e doações. Ao longo de sua história o serviço de email foi alvo de ataques do tipo DDoS e bloqueios judiciais, tendo aparecido também em filmes e séries de televisão, notoriamente no seriado americano Mr. Robot.
Os seus servidores são gerenciados pela Proton AG e hospedados na Suíça. O código-fonte dos serviços de backend é fechado, enquanto que o código fonte das aplicações para navegador web e aplicativos são abertos.

## História

### Fundação
O Proton Mail foi fundado de uma reunião de engenheiros da Organização Europeia para a Pesquisa Nuclear (CERN), nomeadamente Jason Stockman, Andy Yen, e Wei Sun, após as revelações de Edward Snowden sobre a NSA Estreou em versão beta em 16 de maio de 2014. Após três dias, o beta público teve que ser suspenso devido a excesso de uso.
Dois meses depois, a Proton recebeu 550 377 dólares de 10 576 doadores em um crowdfunding na plataforma Indiegogo (o objetivo era arrecadar cem mil dólares). Durante a arrecadação, a PayPal congelou a conta da Proton, impedindo o saque de 251 721 dólares em doações. A justificativa dada pela PayPal foi de dúvidas sobre a legalidade do uso de criptografia, afirmação essa dita infundada por opositores ao congelamento. No dia seguinte, a conta foi liberada novamente. Em 18 de março de 2015, o Proton Mail recebeu 2 milhões de dólares da Charles River Ventures e da Fondation Genevoise pour l'Innovation Technologique (Fongit).

### Ataques DDoS
De 3 a 7 de novembro de 2015, o Proton Mail sofreu ataques do tipo DDoS, deixando-o indisponível. Em julho de 2018, sofreu novos ataques. Em setembro de 2018, um dos responsáveis pelo ataque foi preso pela polícia da Grã-Bretanha.

### Bloqueios
Em novembro de 2019, a Proton afirmou que os IPs do Proton Mail ProtonVPN estavam bloqueados em todo território da Bielorrússia. Após quatro dias, o bloqueio foi desfeito. Nenhuma explicação foi providenciada.
Em janeiro de 2020, o governo russo bloqueou o Proton Mail em todo o território nacional. A justificativa dada foi a recusa da empresa em fornecer informações ao governo russo. A empresa alega que não recebeu notificações do governo russo.

### SimpleLogin
Em abril de 2022, O Proton Mail foi integrado ao SimpleLogin, um serviço adquirido pela Proton AG que gera endereços de e-mail aleatórios que direcionam o correio eletrónico à caixa de entrada do usuário, cujo uso inclui a proteção da privacidade online e proteção contra spam.

## Infraestrutura

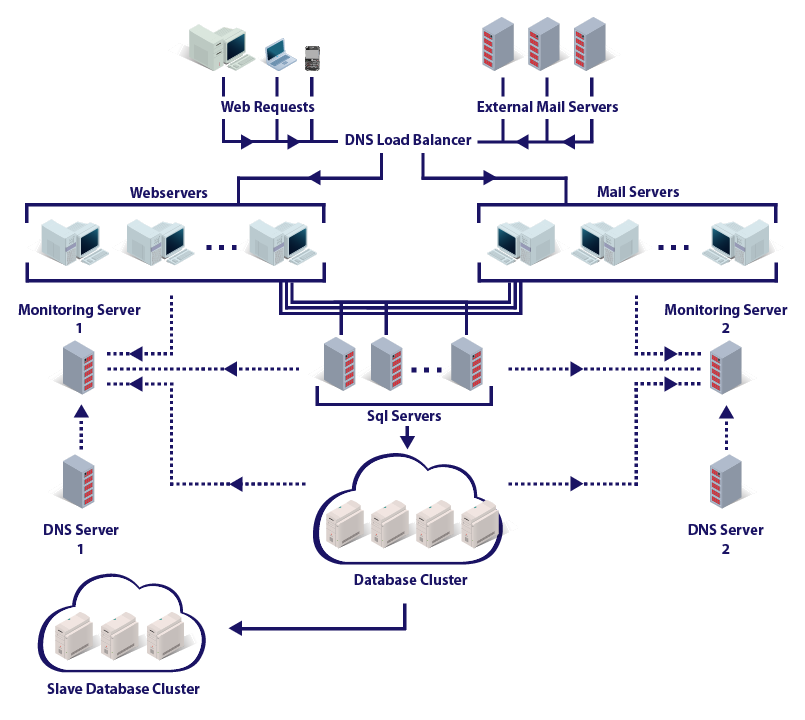
Arquitetura do Proton Mail datacenter

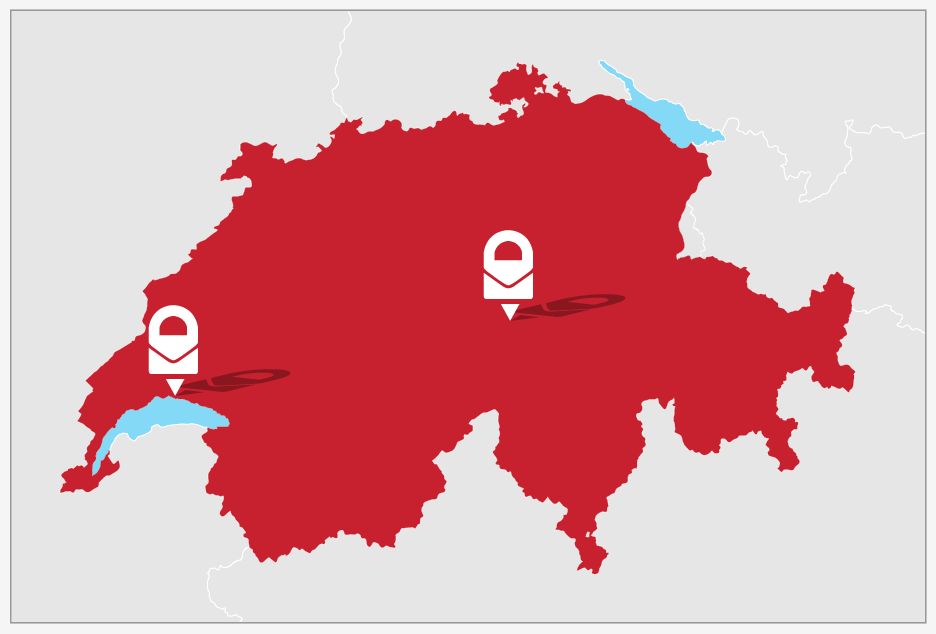
Servidores descentralizados: AlpineDC em Lausana e Deltalis em Attinghausen

A empresa tem sede em Genebra, enquanto os servidores estão hospedados pela própria Proton AG em duas cidades suíças, a fim de evitar que a jurisdição norte-americana e europeia interfiram em suas operações, como no caso da Lavabit. O serviço utiliza criptografia do lado do cliente, utilizando os algoritmos AES, RSA e OpenPGP. Além da criptografia, o serviço oferece serviço de autodestruição de mensagens e criptografia simétrica.
O serviço de backend é de código fechado. A empresa afirma que liberar o código fonte do backend não adiciona confiança ao serviço, pois o usuário final não consegue verificar que esse é o código que está de fato rodando nos servidores da Proton. O código para a interface web é aberto, bem como para os aplicativos móveis, e a aplicação ProtonMail Bridge.

## Serviços
Além do serviço de internet convencional, a empresa oferece aplicativos para smartphones e disponibiliza acesso para o navegador Tor. A empresa também providencia um serviço de VPN, ProtonVPN.
O serviço de email é oferecido em múltiplos planos. Em 2021, eles eram:
| Plano        | Mensagens por dia | Armazenamento | Aliases                 | Domínios personalizados | Preço (euros)       | Suporte técnico |
| ------------ | ----------------- | ------------- | ----------------------- | ----------------------- | ------------------- | --------------- |
| Free         | 150               | 500 MB        | 1 endereço              | -                       | Gratuito            | Limitado        |
| Plus         | 1000              | 5 GB          | 5 endereços             | 1                       | 5 /mês ou 48 /ano   | Support         |
| Professional | Ilimitado         | 5 GB          | 5 endereços por usuário | 2                       | 8 /mês or 75 /ano   | Prioritário     |
| Visionary    | Ilimitado         | 20 GB         | 50 endereços            | 10                      | 30 /mês ou 288 /ano | Prioritário     |

## Na cultura popular
O serviço ganhou projeção após o aparecimento na série americana de televisão Mr. Robot.
O serviço aparece também em Ghost Flight (2015), de Bear Grylls.
Em 2019, Proton Mail aparece nos filmes Sound of Metal e Knives Out.